# روبرتو سيلفارا
روبرتو سيلفارا (بالإسبانية: Roberto Silvera)‏ هو حكم كرة قدم ولاعب كرة قدم أوروغواياني، ولد في 30 يناير 1971 في الأوروغواي.

## وصلات خارجية
- روبرتو سيلفارا على موقع Soccerway.com (الإنجليزية)